# Imri Ganiel

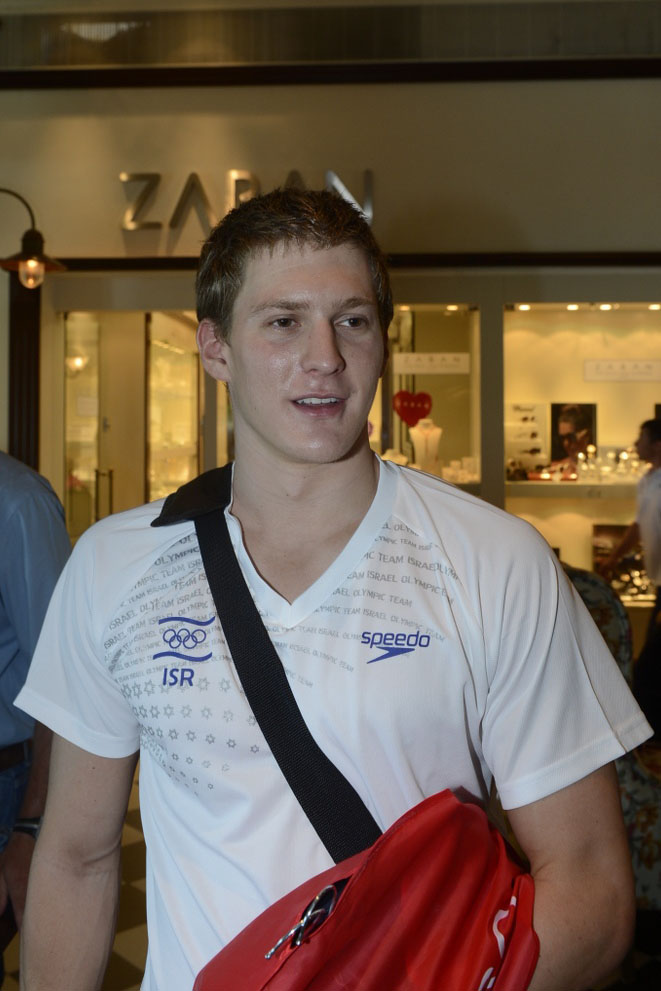
Imri Ganiel år 2012.

Imri Ganiel (hebreiska: אמרי גניאל) född 8 januari 1992 i Be'er Sheva, är en israelisk simmare.
Han tävlar och tränar för Hapoel Jerusalem och han tävlar internationellt för Israel. I augusti 2010 representerade han Israel vid ungdoms-OS 2010 i Singapore. Där deltog han i grenarna 50- och 100 meter bröstsim. Han slutade på en sjätte plats över 50 meter, och på en sjunde plats över 100 meter.